# Годзембув
Годзембув (пол. Godziembów) — село в Польщі, у гміні Людвін Ленчинського повіту Люблінського воєводства.
У 1975-1998 роках село належало до Люблінського воєводства.